# 나라별 자유주의
다음은 세계의 자유주의 이념이나, 그에 해당하는 정당들의 역사와 목록이다.

## 세계의 자유주의

### 유럽의 자유주의
일반적으로, 유럽에서 자유주의는 개인의 자유와 헌법 한정으로 민주적 책임을 정부의 다양한 전통을 지원하는 정치 운동이다. 이것은 보통 정부 사회의 구조 변화를 통해 빈곤 라디칼 및 다른 사회적 문제가 아니라 완화하는 작용을 한다 믿음을 포함한다. 유럽의 자유주의의 경우 경제부분에 대한 정부 개입의 정도마다 각기 이견이 갈린다.
대부분의 유럽 국가에서, 특히 북부 유럽 국가에서, 자유주의, 경제적, 사회적, 문화적, 윤리적 인 주제에 개인의 자유와 정부의 개입이 어느 정도의와 자유 시장 정책을 강조하는 사람을 의미한다. 그것이 어느 이들을 배제하지 않는다.

#### 독일의 자유주의
독일의 자유주의는 경제적,정치적 자유를 모두 옹호하는 독일 자유민주당으로 대표된다. 메르켈등 독일 기독교민주연합의 온건/리버럴파 정치인들도 문화적 자유주의성향을 일부 포함하고 있다. 독일 사회민주당 또한 문화적 자유주의와 정치적 자유주의를 옹호한다,

#### 영국의 자유주의
영국의 자유주의는 휘그당으로부터 시작되며, 뒤에 당명을 자유당으로 바꾸게 된다.

### 북미의 자유주의

#### 미국의 자유주의
미국의 자유주의 정당으로는 민주당이 있으며 자유주의중 진보적인 입장에 가까운 사회자유주의 이념을 표방하고 있다.  공화당에도 화요일 그룹 등으로 대표되는 자유주의 분파가 존재하나 매우 소수이다.